# 廃仏毀釈
廃仏毀釈（廢佛毀釋、排仏棄釈、はいぶつきしゃく）とは、仏教を廃すること。「廃仏」は仏法を廃し、「毀釈」は釈迦（仏教の開祖）の教えを棄却するという意味である。

## 概要
中国においては3世紀以来、廃仏の動きが強く、唐の韓愈や宋以後の朱子学派の廃仏論が大きな影響力をもった。とりわけ中国仏教史においては三武一宗の法難が有名である。
日本においては、崇仏論争期や江戸期にみられたが、どちらも政治上の政策転換時期にあたる。前者は初の仏教受容時期による政治的混乱がみられ、後者は藩学の向上によって、儒学・国学・神道学などの学問が発展し、幕藩体制に変化（明治維新）が出たからである。特に後者は、江戸幕府の宗教政策であった、仏教国教的な葬式仏教と檀家制度の国民負担に対する疑義へ繋がったとされる。これは、いわゆる国家仏教からの政策転換とも成り得たことから、神国思想が広まった幕末期に特に表面化した。その後の明治初期には、文明開化・四民平等による国民負担軽減策に当たる神仏分離令の影響も受け、一連の民衆運動が発生する。これを廃仏毀釈と呼ぶことが多い。結果として、近世の仏教治国策とも言うべき政策の見直しとなったが、近代化を目指す日本仏教は、国から寺院への莫大な財産分与（民営化）の恩恵もあり、好条件で民間宗教としての再出発を果たしたのであった。そのため廃仏運動は、むしろ仏教覚醒の好機ともなり、近代以降の日本仏教はこれをてこにして形成されていった。

## 日本

### 近世以前
インド発祥の宗教である仏教は、日本への伝来後、帰化人を中心に信仰され民間に広まってゆく。『日本書紀』によれば、仏教公伝は552年（欽明天皇13年）であるが、『元興寺縁起』などでは538年とされている。これ以降、崇仏派の蘇我氏と廃仏派の物部氏・中臣氏の争いが起きたが、物部守屋の敗死と厩戸皇子により仏教受容が確定した。これは、後の鎌倉時代に仏教が発展・浸透してゆく切っ掛けとなったといえる。しかし、その後の政府と仏教寺院はしばしば現地で対立をし、戦国時代には織田信長による1571年（元亀2年）の比叡山焼打ちなどの弾圧も起こった。
江戸時代前・中期以降になると、学問の発展によって儒学・国学・神道学などの立場から神仏習合を見直し、神仏分離を目指す動きが見られるようになっていた。これは、江戸城で勤務する諸大名にも広がってゆく。例えば好学で知られた会津藩主保科正之は、山崎闇斎や吉川惟足などを重用したため、彼らが正之の宗教政策に大きな影響を与え、会津藩などで神仏分離が推進された。1666年（寛文6年）には水戸藩や岡山藩でも寺院破却が行われている。また朱子学者でもあった水戸藩主徳川光圀は、領内の寺院整理に関してほぼ半数を破却させている。

### 幕末期
神仏分離や廃仏が地方的な運動から全国的な運動に広がってきたのは江戸時代末期であり、特に水戸藩の藩学発展により成立した水戸学（文献史学）によって、神仏分離して神道を尊重することを求める声や、仏教への疑問の声が広まった。
尊皇攘夷派の水戸藩主徳川斉昭は弘道館を建て、水戸学による藩士の教化に努めつつ、領内の廃仏棄釈を推進した。斉昭は西欧列強への対抗と藩財政の立て直しから、藤田東湖・会沢正志斎らとともに、より大規模な寺院負担軽減を施行した。天保年間には水戸藩は防衛整備近代化の一環（大砲の新造）として、寺院から梵鐘・仏具を供出させて、多くの寺院整理に着手。これらの経緯と体験は、新政府を形成することになった国際観を持った若手政治家に、水戸学の有効性を理解させたとされる。また、同時期に勃興した国学においても、神仏混淆的であった吉田神道に対して、神仏分離を唱える復古神道などの動きも勃興した。中でも平田派は、明治新政府の最初期の宗教改革に関与することとなったが、近代化への流れの中で次第に衰退した。
上述のように徳川斉昭は、藩内の寺院に対し、金銅仏や梵鐘などの金属製の仏具を供出させ、それを海防のための大砲鋳造の原料に充てる政策を実施していたが、これに対し、仏教を冒涜しているとの批判も上がったが、斉昭は「かつて江戸幕府が公益上の必要（貨幣流通量の不足）から、方広寺大仏（京の大仏）を鋳潰して銭貨にした」ことを先例に挙げ、自身の政策も国防上必要なもので、やむを得ない政策であると弁明を行っている。

### 明治初期
慶応4年3月13日（1868年4月5日）に、政府より「神仏分離令」「神仏判然令」と通称される太政官布告、および明治3年1月3日（1870年2月3日）に出された詔書「大教宣布」など、仏教からくる国民負担の軽減策が出された。
こうした軽減策は、当初は神道と仏教の分離が目的の行政改革であり、仏教排斥を意図したものではなかった。しかし、結果として長年仏教に圧迫されてきたと考える神職者たちによって廃仏運動が惹起され、平田派国学者の神職や民衆によって仏像や仏具が破棄される廃仏毀釈運動が全国的に発生することとなった。
他にも廃仏運動が広がった原因としては、黒船来航以来の西欧列強の外圧による危機的状況、水戸学や平田派国学の発展、仏教国教化権益や僧侶特権への反感、地方官が寺院財産の収公を狙ったこと、政治・文化の近代化、信教の自由、産業革命の影響など、当時の様々な社会的・政治的理由がある。
廃仏毀釈運動の広まりに対して、政府は「社人僧侶共粗暴の行為勿らしむ」ことと、「神仏分離が廃仏毀釈を意味するものではない」との注意を改めて喚起した。しかし、廃仏毀釈のおかげで江戸期の特権を寺院が喪失することにも繋がり、仏教界に反省を促し、仏教寺院を近代的宗教団体へ脱皮させる近代化に結びついたとする意見もある。この点に関連して尾鍋輝彦は、近代国家形成期における国家と宗教の問題として、同時期にドイツ帝国首相オットー・フォン・ビスマルクがカトリック教会に対して行った文化闘争との類似性を指摘している。

#### 廃仏毀釈の地域差

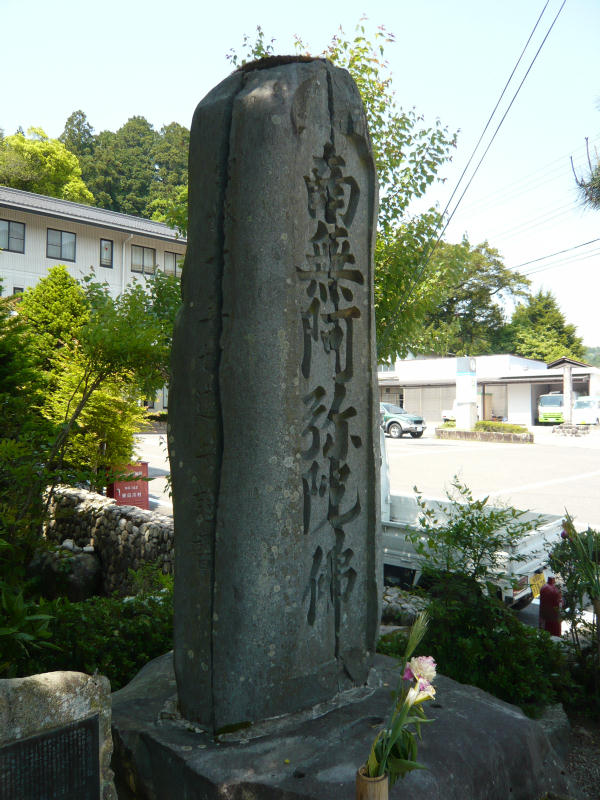
岐阜県東白川村役場脇にある「四つ割りの南無阿弥陀仏碑」。苗木藩の廃仏毀釈時に4つに割られて庭石などにされたのち、廃仏毀釈後に破片を集め修復されたもの。中央に割った時の跡が残る

廃仏毀釈の度合いについては、全国一律ではなく地域により大きな差があったが、これは主に藩学の普及と、民衆の学力向上の度合いの差による。
浄土真宗の信仰が強い三河国（愛知県東部）や越前国（福井県北部）では、廃仏の動きに反発する護法一揆が発生しているが、それを除けば全体として大きな反抗もなく、明治4年（1871年）頃には終息した。また同年、正月5日（1871年2月23日）付太政官布告で寺社領上知令が布告され、境内を除き寺や神社の領地を国が調査・確定となった。
出羽三山については、明治7年（1874年）以降に廃仏毀釈が始まる。出羽三山で神仏分離が実施され、廃仏毀釈が推進されたのは、明治6年（1873年）9月、西川須賀雄が宮司として着任してからのことであった。西川は教部省出仕大講義では、佐賀藩出身の一人だったとされる。
伊勢国（三重県）では、神宮の鎮座地ということもあって明確な廃仏毀釈があり、かつて神宮との関係が深かった慶光院など100箇所以上が対象となった。特に、神宮がある宇治山田（現：伊勢市）は、明治元年（1868年）11月から翌明治2年（1869年）年3月までに196の寺が閉鎖となったが、これは宇治山田に存在した寺院の4分の3が整理されたことになる。
奈良興福寺でも食堂が明治8年（1875年）に整理される他、興福寺の五重塔は再生用資材（当時価格の25円）で、行財政改革の対象となっていた。大阪住吉大社の塔は、明治6年（1873年）にはほとんどが整理となっている。また、内山永久寺も廃寺となり、安徳天皇陵と平家を祀る塚を境内に持つ阿弥陀寺も廃されたが、これは現在は赤間神宮となっている。
筑後国（福岡県）では、筑後国一宮の高良大社の僧房が神仏分離令の対象となった。奈良時代以来の神仏習合で神官が天台宗の座主を兼ねていたが、明治時代に入り、僧房が破却された。僧房の一つである明静院の本堂が久留米市安武町の八幡神社本殿（久留米市指定有形文化財建造物）に移築されたほか、磨崖仏である磨崖種子三尊（久留米市指定文化財）が現存する。久留米市大善寺町にある大善寺玉垂宮は、御船山大善寺と号する天台宗延暦寺派の神宮寺を伴い、最盛期で45坊、社領3,000町を擁した。しかし1871年（明治4年）に大善寺が廃寺し、玉垂宮のみが残された。その後、大善寺は1926年（大正15年）に復興した。
多くの場合は平田派国学者の神職や民衆による民衆運動だったが、一部の藩では藩当局の政治的な意図である場合があった。代表的なのは津和野藩、鹿児島藩・苗木藩・松本藩・富山藩である。鹿児島藩では、藩内寺院1616寺が対象、僧侶2964人すべてが還俗（当時としては僧侶特権からの分離）とされている。この廃仏毀釈の主たる目的は、寺院の撞鐘、仏像、什器などから得られる金属を再利用し、天保通宝の鋳造をもって近代化を目指した。小西孝司によれば、2019年（令和元年）9月時点で鹿児島県内には『宗教年鑑』平成30年版の引用で481寺あるが、国宝や重要文化財の仏像は1点もないとしている。美濃国（岐阜県）の苗木藩では、藩内寺院17の寺すべてが対象となった。(苗木藩の廃仏毀釈)。加茂郡東白川村では、現在でも仏教の信者はほとんど存在せず、葬式は神式（日本式）で実施されるのが通例である。
※現代では他地区の寺院で行っている。
一方の尾張国（愛知県西部）では、津島神社にあった宝寿院が仏教に関わる物品を行政から買い取り、存続しているケースもある。

#### 対象となった社寺・神塔

##### 廃仏毀釈による主な対象
- 平等寺（大神神社別当寺）
- 大御輪寺（大神神社神宮寺）
- 内山永久寺（石上神宮別当寺）
- 白雲寺（京都愛宕神社神宮寺）
- 中禅寺（筑波山神社関連寺院）
- 雲林寺（苗木藩苗木遠山氏の菩提寺）
- 福昌寺（薩摩藩島津氏の菩提寺）[28]
- 永代寺（富岡八幡宮別当寺）
- 菩提山神宮寺（伊勢神宮内宮関連寺院）[29]
- 鵜戸山仁王護国寺（鵜戸神宮別当寺）[30]
- 神凰寺（大鳥神社神宮寺）

##### 廃仏毀釈により破却された神塔

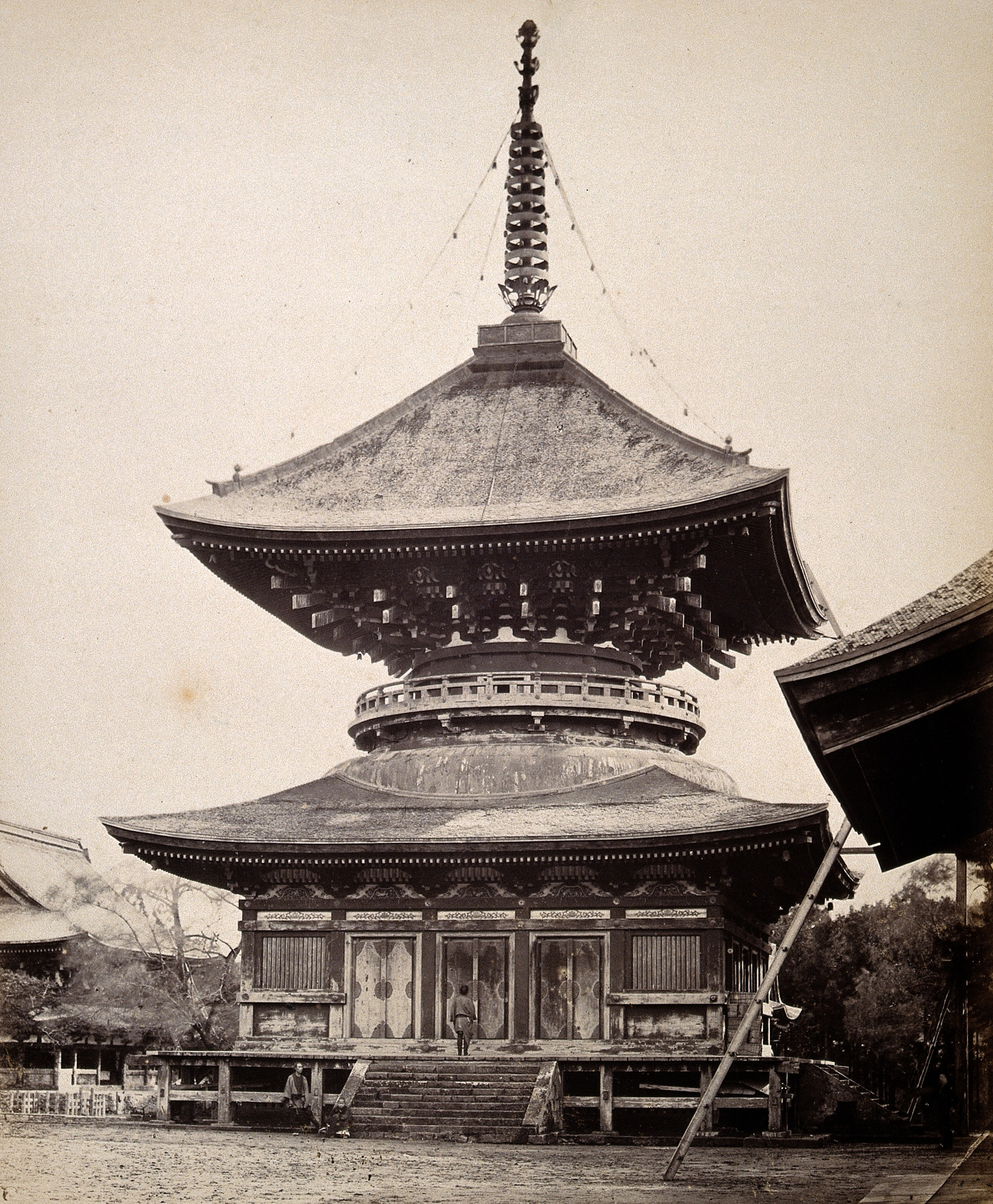
廃仏毀釈の対象になった鶴岡八幡宮の大塔（フェリーチェ・ベアト撮影）

- 與杼神社宝塔
- 上野東照宮本地塔
- 秋葉権現多宝塔
- 久能山東照宮五重塔
- 紀州東照宮三重塔
- 北野天満宮多宝塔
- 石清水八幡宮大塔
- 鶴岡八幡宮大塔、江島三重塔
- 諏訪大社五重塔（上社）、三重塔（下社）
- 吉備津神社三重塔
- 日御碕神社三重塔、多宝塔
- 足助八幡宮多宝塔
- 石清尾八幡宮多宝塔
- 金比羅大権現多宝塔
- 室明神社多宝塔
- 天野神社多宝塔
- 平野熊野権現社多宝塔

## インド
インド史上の最大の廃仏は、イスラム教国ゴール朝のインド侵入によって13世紀初頭に起きたイスラム教徒による廃仏である。これによってヴィクラマシーラ寺院は破壊され、数万の仏教徒が虐殺されるなどした。当時すでにインドにおける仏教教団は衰退していたが、イスラム教の攻撃で壊滅的打撃を受け、多くの仏教文化財が喪失した。これによりインド仏教は1600年の歴史を終えて滅亡した。

## 中国
中国にはおよそ紀元前後ごろ西域を経由して仏教が伝来したが、3世紀以降の中国歴代王朝はしばしば廃仏を行った。とりわけ北魏の武帝、北周の武帝、唐の武宗、後周の世宗による廃仏は規模が大きかったため「三武一宗の法難」と呼ばれた（三人の武がつく皇帝と一人の宗がつく皇帝の意）。寺院や堂塔の廃毀、寺院財産没収、僧尼の還俗、仏像経巻の焼却などが行われた。背景として僧尼という非生産人口の増加と寺院荘園の拡大が国家の財政上大きな負担になったことがあげられる。